# Kransekage
Il kransekage o kransekake ("torta ghirlanda" rispettivamente in lingua danese e norvegese) è un dolce danese e norvegese tradizionalmente consumato durante alcune festività, fra cui il Natale, a Capodanno e durante i matrimoni. In Norvegia è anche ricorrente durante il giorno della Costituzione.

## Caratteristiche

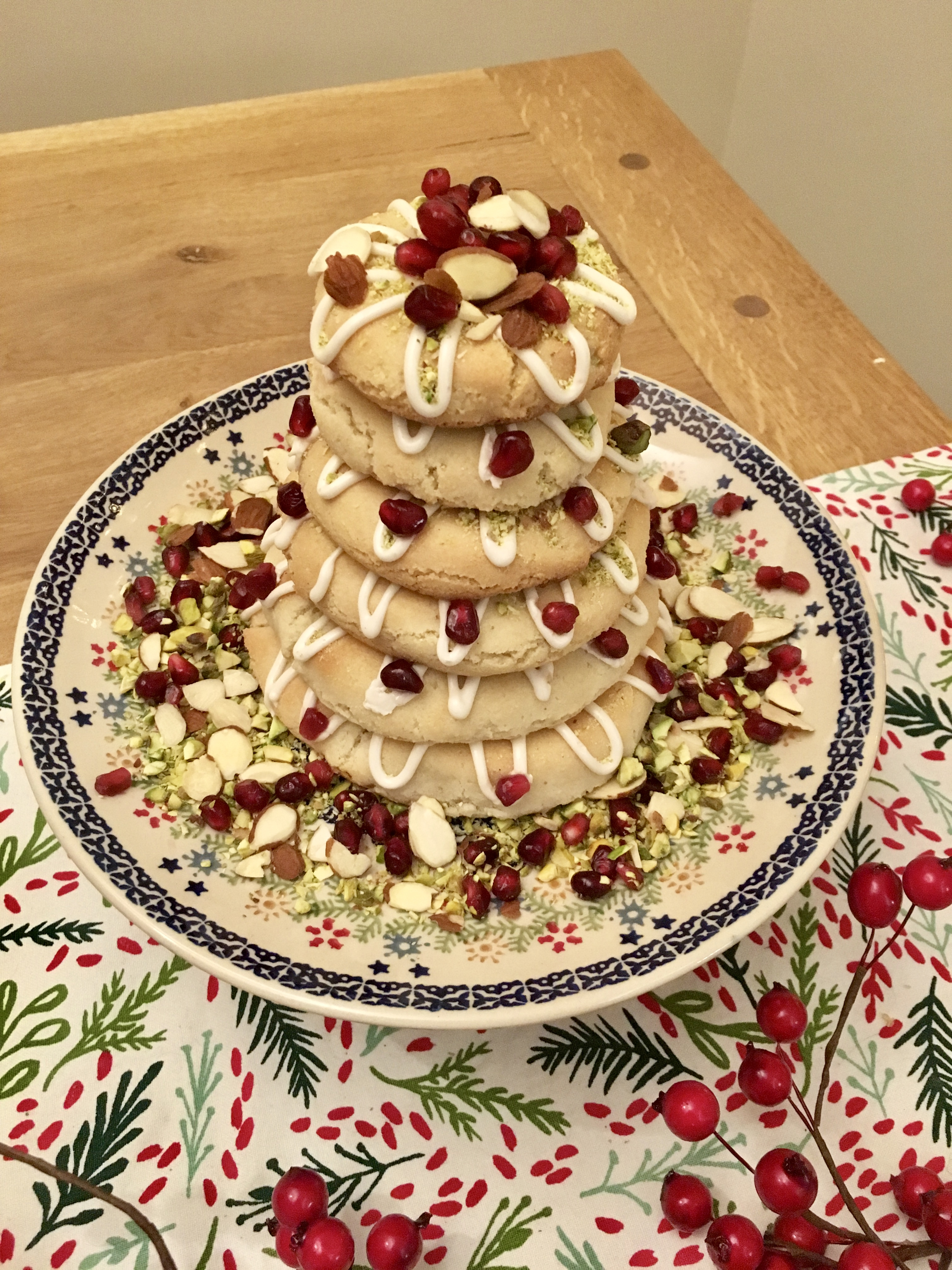
Kransekage di piccole dimensioni con frutta secca

Il kransekage è composto da una serie di anelli di mandorle, zucchero e albumi impilati uno sopra l'altro a mo' di cono. Di norma, essi sono legati a della glassa bianca e decorati con altri ingredienti. I kransekage più alti possono avere diciotto o più anelli, anche se non mancano esemplari più piccoli che ne hanno meno di dieci. Quando viene servito, i cerchi di cui è composto il kransekage vengono separati.

## Varianti

### Overflødighedshorn
In Danimarca, durante i battesimi e i matrimoni, viene spesso servita una variante del kransekage conosciuta come overflødighedshorn ("cornucopia") e riempita di cioccolatini, biscotti e altri piccoli dolci. A volte, l'overflødighedshorn è decorato con dei Christmas cracker e bandierine, e gustato con il vino o l'akvavit.

### Kransekakestenger
In Scandinavia sono anche tipici i kransekakestenger ("bastoncini di torta ghirlanda"), che sono bastoncini di circa 5/8 centimetri ottenuti dallo stesso impasto dei kransekage. Spesso, i kransekakestenger vengono decorati con la glassa e le loro estremità intinte nel cioccolato.

## Nella cultura
Una tradizione norvegese prevede che gli sposi debbano sollevare l'anello superiore di un kransekage. Gli anelli che rimangono attaccati sotto di esso determinerà il numero di figli che la coppia avrà.